# Discographie de Qntal
Cette page liste la discographie de Qntal.

## Qntal I
Cet album est inspiré des chants médiévaux quelque peu macabres, apparus après la peste noire, qui a tué le tiers des Européens (à cette époque, les survivants de cette pandémie avaient tous des proches morts de peste bubonique).

### Titres
1. Un vers de dreyt nien (2:21)
2. Ad mortem festinamus (6:04)
3. Ane non lo vi (0:49)
4. Por mau tens (4:14)
5. Floris e Blanchaflor (5:17)
6. Unter den linden (3:38)
7. Rossinhol (4:50)
8. Non sofre Santa Maria (4:23)
9. Doussa res (4:41)
10. Jherusalem (3:50)
11. Sanctus (2:22)
12. Black Death (10:56)

## Qntal II

### Titres
1. Introitus (1:05)
2. Palästinalied (5:56)
3. Frühling (5:09)
4. Hymni Nocturnales (5:09)
5. Vos Attestor (5:22)
6. Herbst (4:11)
7. Abaelard (5:41)
8. Virgo Splendens (5:40)
9. Trobar Clus (5:07)
10. Sine Nomine (2:13)
11. Ab Vox d'Angel (6:17)
12. Epilog (2:04)

## Qntal III: Tristan und Isolde

### Titres
1. Ôwî, Tristan (5:55)
2. Name der Rose (5:28)
3. Maiden in the Moor (6:33)
4. Lamento de Tristano (1:38)
5. Am Morgen Fruo (4:52)
6. Lasse (8:03)
7. Ecce Gratum (5:11)
8. Spiegelglas (7:39)
9. Maravillosos (4:02)
10. Entre Moi et Mon Amin (7:20)
11. Gottinne Minne (2:24)
12. Vedes Amigo (6:40)
13. Verirret (5:03)

## Illuminate (compilation)

### Titres
1. Nihil
2. Ecce Gratum (Club Version)
3. Stella Splendens
4. Entre Moi (Single Version)
5. Vedes Amigo Illuminate
6. Am Morgen Fruo (Bruno Kramm Remix)
7. El Sendero Hacia
8. Ecce Gratum (Extended Version)
9. Entre Moi (Alternative Version)
10. Omnis Mundi Illuminate

+ Vidéo clip Entre moi

## Qntal IV: Ozymandias
Cet album est inspiré du célèbre poème romantique Ozymandias, de Percy Bysshe Shelley, écrit en 1817.

### Titres
1. All For One
2. Ozymandias I
3. Vogelfluc
4. Blac
5. Dulcis Amor
6. Cupido
7. Flow
8. Flamma
9. Amor Volat
10. Ozymandias II
11. Indiscrete
12. Notte Dia
13. Remember Me

## Qntal V: Silver Swan
Avec cet album, Qntal rompt encore davantage avec la ligne qu'avait adoptée le groupe dans les deux premiers albums (Qntal I et Qntal II). Cette évolution tend vers une ligne classique plus pure. Le mélange entre rythmes techno et textes médiévaux qui faisait la spécificité du groupe lors de ses débuts a disparu, et Qntal se rapproche de la sonorité pratiquée dans le groupe sœur Estampie.

### Titres
1. Monsieur's Departure
2. Amis Raynaut
3. Levis
4. Von den Elben
5. Lingua Mendax
6. Falling Star
7. The Whyle
8. Winter
9. Altas Undaz
10. 292
11. Silver Swan

## Qntal VI: Translucida

### Titres
Disque 1
1. Sleeping
2. Departir
3. Slahte Wille
4. Translucida
5. La Froidor
6. Glacies
7. Worlds Of Light
8. Obscure
9. Sumer
10. Amorous Desir
11. Ludus
12. Passacaglia

Disque 2
1. Ludus
2. Unmaere
3. La Froidor (Version Noir)
4. Slahte Wille (Version Bleu) - Sleeping (morceau caché)

## The Best of QNTAL - Purpurea (compilation)

### Titres
Disque 1
1. All for One
2. Sumer
3. Palästinalied
4. Ad Mortem Festinamus
5. Flamma
6. Nihil
7. Am Morgen Fruo
8. Altas Undaz
9. Cupido
10. Departir
11. Von Den Elben
12. Entre Moi Et Mon Amin
13. Levis
14. Unter Der Linden

Disque 2
1. 292 (A Darker Shape Mix)
2. Lasse, Grant Doucor
3. La Froidor (Version Noir)
4. Glacies (Obscurus Mix)
5. Veni (Filthy Floor Mix)
6. Rose in the Mor
7. Noit Et Dia
8. Unmaere
9. Rot
10. Ecce Gratum (Novus Mix)
11. Ludus
12. Levis (Half Light Mix)
13. Slahte Wille (Version Bleu)

## Qntal VII

### Titres
1. Flaming Drake
2. Tenacious Love
3. Tyger
4. By The Light Of The Moon
5. Blow Northerne Wynd
6. Swebend
7. Frühlingslied
8. Schnee
9. In Dem Begyn
10. Rossignolet
11. Flame Amoureuse
12. Musa Venit
13. Melos Lacrimosum
14. Nox Aeterna

## Qntal VIII: Nachtblume

### Titres
1. Nachtblume
2. Die Finstere Nacht
3. Music On the Waters
4. Monteclair
5. Echo
6. Parliament of Fowles
7. Chint
8. Before the World Was Made
9. O Fortuna
10. Minnelied
11. Sumervar
12. A Chantar